# Horst Schinzel
Horst G. Schinzel (* 5. července 1955) je německý evangelický teolog, historik a psychiatr-gerontolog.
Teologii vystudoval v Mnichově. Věnuje se mj. výzkumu a popularizaci dějin Moravských bratří.